# 애벌랜치 다이오드
애벌랜치 다이오드(avalanche diode, 애벌란시 다이오드)는 전자제품에서 지정된 역바이어스 전압에서 애벌랜치 항복을 경험하도록 설계된 다이오드(규소 또는 기타 반도체로 제작)이다. 애벌랜치 다이오드의 접합부는 전류 집중과 그에 따른 핫스팟을 방지하도록 설계되어 다이오드가 항복으로 인해 손상되지 않는다. 애벌랜치 항복은 결정 격자에서 이온화를 생성할 만큼 충분히 가속된 소수 캐리어로 인해 발생하며, 더 많은 캐리어를 생성하여 더 많은 이온화를 생성한다. 애벌랜치 항복은 전체 접합에 걸쳐 균일하기 때문에 비애벌랜치 다이오드와 비교할 때 항복 전압은 전류 변화에 따라 거의 일정하다.
제너 다이오드는 제너 항복 외에도 분명히 유사한 효과를 나타낸다. 이러한 다이오드에는 두 가지 효과가 모두 존재하지만 일반적으로 하나가 다른 효과보다 우세하다. 애벌랜치 다이오드는 애벌랜치 효과에 최적화되어 있으므로 항상 항복보다 높은 전압을 유지하는 제너 다이오드와 달리 항복 조건에서 작지만 상당한 전압 강하를 나타낸다. 이 기능은 단순한 제너 다이오드보다 더 나은 서지 보호를 제공하고 작동한다. 가스 방전관 교체와 비슷하다. 애벌랜치 다이오드는 작은 양의 전압 온도 계수를 갖는 반면, 제너 효과에 의존하는 다이오드는 음의 온도 계수를 갖는다.